# José Félix Estigarribia
José Félix Estigarribia Insaurralde (Caraguatay, le 21 février 1888 - Altos, le 7 septembre 1940) est un militaire et homme d'État paraguayen, membre du parti libéral.
Après des études d'agronomie, il rejoint les rangs de l'armée nationale en 1910, et suit une formation d'officier, au Chili, puis en France. Héros de la guerre du Chaco, il y commande la Première Division d'infanterie, étant successivement promu aux grades de brigadier général, général de division, puis de commandant en chef des forces armées. Cependant, cette charge lui est retirée après que le président Eusebio Ayala a été renversé par la révolution févriériste.
Élu président pour un mandat de quatre ans en 1939, Estigarribia assume cette fonction à partir du 15 août. Moins d'un an après, il meurt dans un accident d'avion, en compagnie de sa femme. Il est promu maréchal à titre posthume, et Higinio Morínigo lui succède à la tête du pays.
Le nom de Mariscal José Félix Estigarribia a été donné à un district dans le département de Boquerón.